# Frank Hall Crane
Frank Hall Crane (1 de janeiro de 1873 – 1 de setembro de 1948 (75 anos)) foi um diretor e ator norte-americano. Natural de São Francisco, Califórnia, ele atuou como ator em 75 filmes mudos entre 1909 e 1939. Também dirigiu 48 filmes entre 1914 e 1927.
Franck morreu em Los Angeles, Califórnia.

## Filmografia selecionada
- The Door That Has No Key (1921)
- Little Wildcat (1922)
- The Grass Orphan (1922)
- The Pauper Millionaire (1922)
- Hutch Stirs 'em Up (1923)